# Delias madetes
Delias madetes är en fjärilsart som först beskrevs av Frederick DuCane Godman och Osbert Salvin 1878.  Delias madetes ingår i släktet Delias och familjen vitfjärilar. Inga underarter finns listade i Catalogue of Life.